# Хайленд-Сити (Флорида)
Хайленд-Сити (англ. Highland City) — статистически обособленная местность, расположенная в округе Полк (штат Флорида, США) с населением в 2051 человек по статистическим данным переписи 2000 года.

## География
По данным Бюро переписи населения США статистически обособленная местность Хайленд-Сити имеет общую площадь в 2,07 квадратных километров, водных ресурсов в черте населённого пункта не имеется.
Статистически обособленная местность Хайленд-Сити расположена на высоте 36 м над уровнем моря.

## Демография
По данным переписи населения 2000 года в Хайленд-Сити проживало 2051 человек, 562 семьи, насчитывалось 766 домашних хозяйств и 818 жилых домов. Средняя плотность населения составляла около 990,82 человек на один квадратный километр. Расовый состав населённого пункта распределился следующим образом: 83,72 % белых, 10,24 % — чёрных или афроамериканцев, 0,54 % — коренных американцев, 0,98 % — азиатов, 0,05 % — выходцев с тихоокеанских островов, 0,59 % — представителей смешанных рас, 3,90 % — других народностей. Испаноговорящие составили 13,12 % от всех жителей статистически обособленной местности.
Из 766 домашних хозяйств в 43,1 % воспитывали детей в возрасте до 18 лет, 48,4 % представляли собой совместно проживающие супружеские пары, в 20,0 % семей женщины проживали без мужей, 26,6 % не имели семей. 22,3 % от общего числа семей на момент переписи жили самостоятельно, при этом 6,8 % составили одинокие пожилые люди в возрасте 65 лет и старше. Средний размер домашнего хозяйства составил 2,68 человек, а средний размер семьи — 3,13 человек.
Население статистически обособленной местности по возрастному диапазону по данным переписи 2000 года распределилось следующим образом: 33,3 % — жители младше 18 лет, 7,8 % — между 18 и 24 годами, 32,8 % — от 25 до 44 лет, 17,5 % — от 45 до 64 лет и 8,7 % — в возрасте 65 лет и старше. Средний возраст жителей составил 30 лет. На каждые 100 женщин в Хайленд-Сити приходилось 91,9 мужчин, при этом на каждые сто женщин 18 лет и старше приходилось 83,8 мужчин также старше 18 лет.
Средний доход на одно домашнее хозяйство статистически обособленной местности составил 31 823 доллара США, а средний доход на одну семью — 36 250 долларов. При этом мужчины имели средний доход в 26 833 доллара США в год против 21 038 долларов среднегодового дохода у женщин. Доход на душу населения статистически обособленной местности составил 31 823 доллара в год. 9,5 % от всего числа семей в населённом пункте и 13,5 % от всей численности населения находилось на момент переписи населения за чертой бедности, при этом 19,9 % из них были моложе 18 лет и 15,5 % — в возрасте 65 лет и старше.